# Сподня Костривниця
Сподня Костривниця (словен. Spodnja Kostrivnica) — поселення в общині Рогашка Слатина, Савинський регіон, Словенія. Висота над рівнем моря: 239,8 м.